# El Grau de València
El Grau de València (conegut simplement com el Grau) eren uns poblats al voltant del port de València, que hui en dia s'han integrat a la ciutat a causa del seu creixement. Actualment, es coneixen també oficialment com a Poblats Marítims, districte format pels barris del Grau, el Cabanyal-Canyamelar, la Malva-rosa, Beteró i Natzaret. La seua població el 2009 era de 9.624 habitants.

## Història

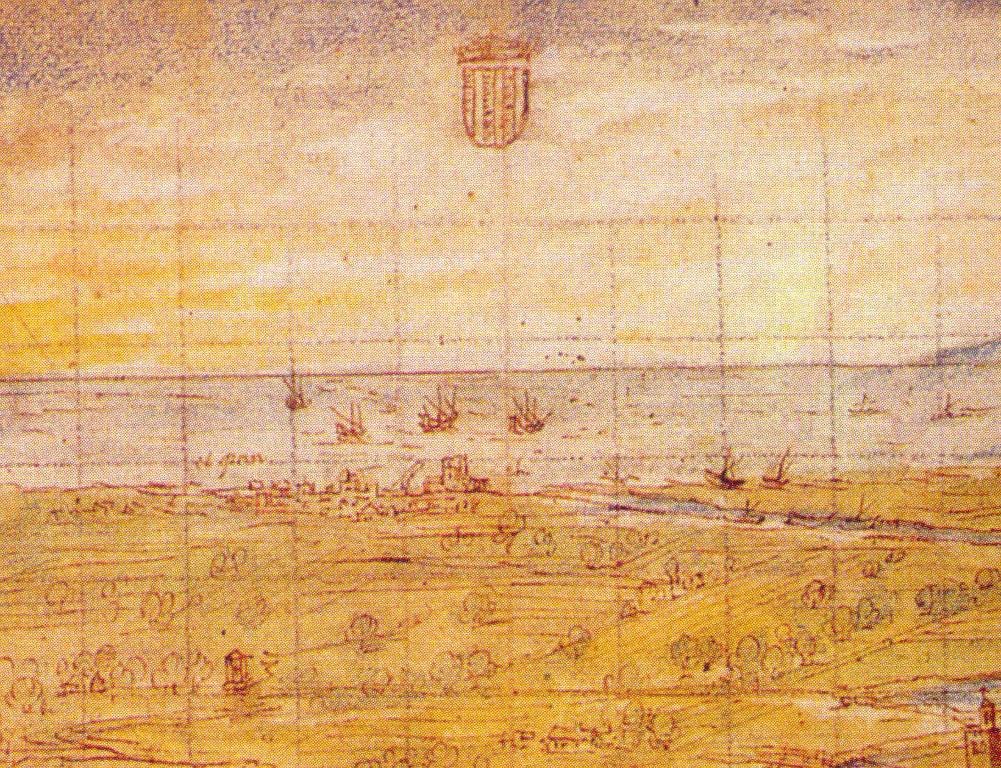
El Grau el 1563 vist per Wyngaerde

Després de la conquesta cristiana de València, per Jaume I, aquest donà franquícies als que s'establiren al Grau per tal de crear una població portuària. Per aquest fi, va atorgar carta de poblament donada el 27 de maig del 1247, i anomenà la nova població Vilanova Maris Valentiae (Vilanova de la Mar de València). El rei va començar també les obres de fortificació i de construcció d'un pont de fusta per facilitar la càrrega i descàrrega dels vaixells.
Al segle xiv, va començar la construcció de les Drassanes Reials, que van aconseguir un gran prestigi durant els seus primers anys, fins al punt que el 1342, en oferir les Corts un donatiu al rei per formar l'armada que havia d'anar a Mallorca, li van exigir que les naus es construïren a València. Igualment, es va crear un baluard defensiu per protegir la ciutat de València de desembarcaments de pirates o exèrcits rivals en temps de guerra. Es conserva un apunt dibuixat pel pintor flamenc Anton van der Wyngaerde, en què es mostra una perspectiva d'aquest barri o nucli urbà el 1563. Aquest va ser un encàrrec fet pel rei Felip II amb el tema de la vista de la ciutat de València. El dibuix mostra un caseriu del segle xvi, entre el qual es troba el temple de Santa Maria anterior a l'actual.

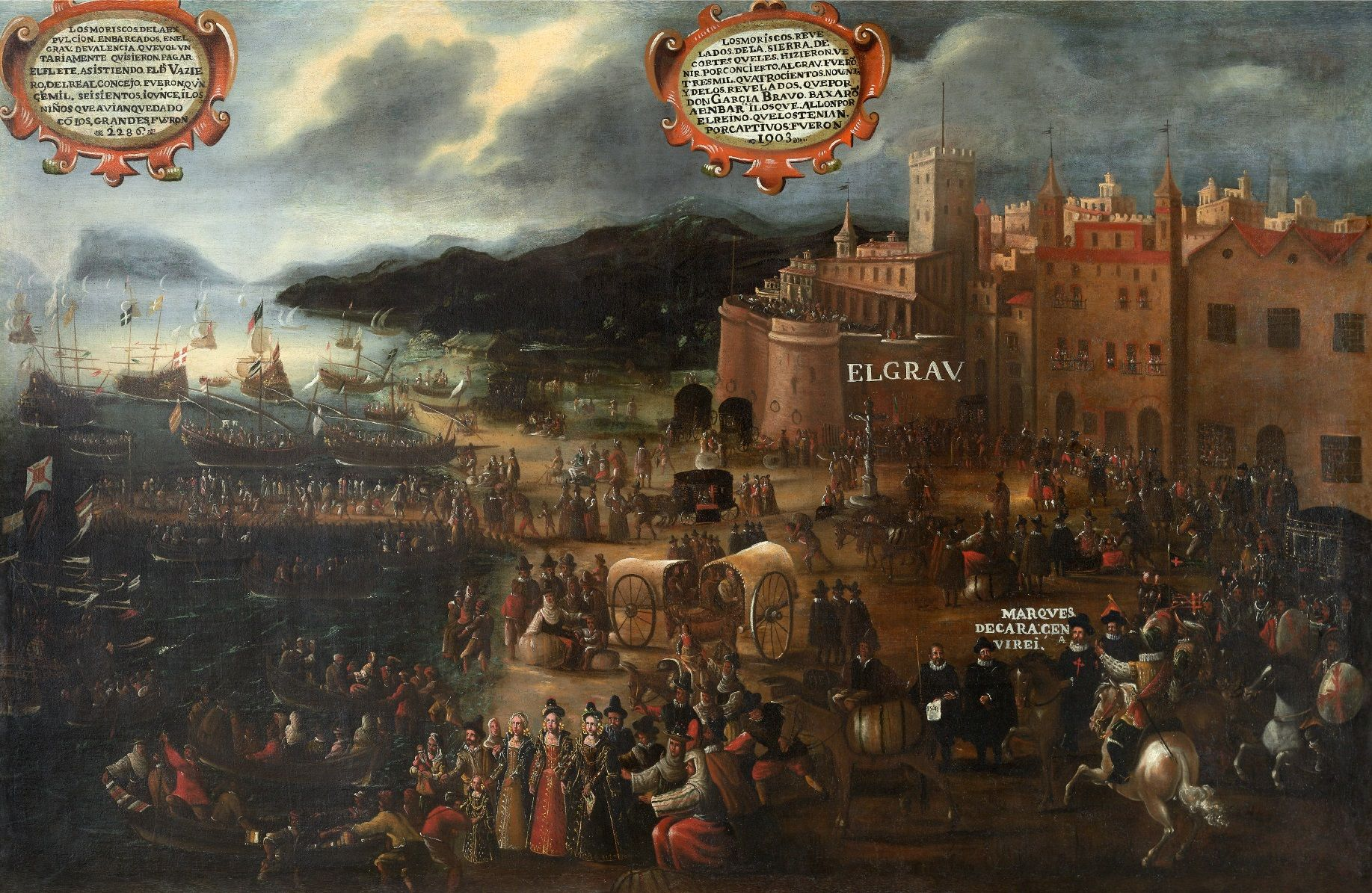
Embarcament de moriscos en el Grau de València

El 1609, es va promulgar el decret d'expulsió dels moriscos del Regne de València, i el Grau fou un dels punts de referència per al posterior embarcament amb destinació a Tunísia. El 1812 i en plena Guerra del Francés, el general Maroto es va ocupar de la defensa de les places valencianes del Grau juntament amb les de Montolivet i les Torres de Quart. El Grau depenia de la ciutat de València, la qual nomenava cada any justícia per a aquell lloc. El 1768, el Regiment del Grau va anar al Reial Acord per emancipar-se de la ciutat, però aquest tribunal va desestimar la seva pretensió el 1777. Va continuar el plet molts anys, fins que el 1826 l'Audiència va revocar la decisió de 1777, i reconegué la independència municipal, la qual es va anomenar des d'aleshores Vilanova del Grau. En el Diccionari de Madoz (1845-1850) apareix la descripció següent:
| «                     | VILLANUEVA DEL GRAO: v[illa] con ayunt[amiento] de la prov[incia] […] de Valencia (1/2 leg[ua]). Sit[uada] en terreno llano á la orilla del mar Mediterráneo […] Tiene 337 [casas], inclusa la del ayunt[amiento] y cárcel; escuela de niños […] 2 de niñas […] igl[esia] parr[oquial] (Ntra. Sra. de los Angeles) […] y un cementerio sit[uado] al S. de la pobl[ación] próximo á la desembocadura del r[ío] Turia. Esta v[illa] no tiene más térm[ino] que el ámbito de su pobl[ación] […] El [terreno] es llano bañado por el r[ío] Turia, en el que hay algunas barcas de pescadores para pasar á la orilla opuesta. [Camino]: el que dirige á Valencia es una recta y magnífica alameda de 1/2 leg[ua] de estension, con hermosos andenes á ambos lados, á los que una doble hilera de elevados chopos preserva de los ardientes rayos del sol, formando con sus ramages un espeso y continuado toldo sobre el camino del centro, destinado para carruages; su estado es escelente […] Ind[ustria]: la pesca que es abundante. En esta v[illa] está el puerto de Valencia […] Pobl[ación]: 647 vec[inos]; 2,736 alm[as]. | » |
| — Diccionari de Madoz | |   |

El 1897, la Vilanova del Grau fou annexionada novament a la ciutat de València, juntament amb el Poble Nou del Mar.

## Patrimoni

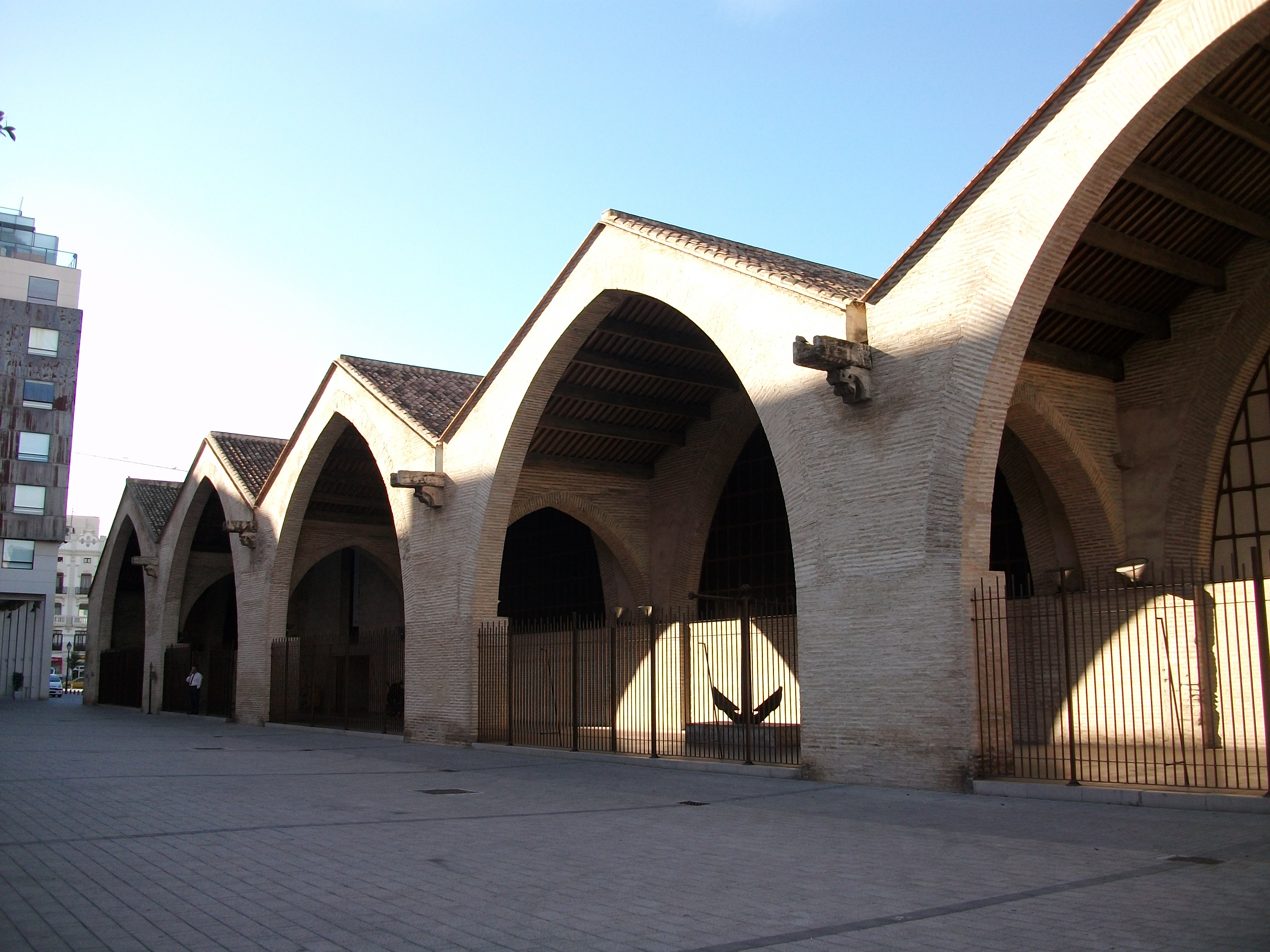
Drassanes del Grau

- Església de Santa Maria del Mar: fundada al mateix temps de fundar-se la Vila Nova del Grau i reformada posteriorment. En aquesta, es venera la imatge del Santíssim Crist del Grau, que segons s'explica va arribar a la població flotant sobre una escala.

- Reials Drassanes: construïdes en el segle xiv i ampliades en el posterior, encara que contínuament s'hi feien treballs de reparació. Del conjunt arquitectònic que formà el complex de les drassanes, es conserven el nucli de les naus, que serviren per a la construcció de vaixells. Consisteixen en cinc naus de la mateixa alçada, amb cobertes a dues aigües, sostre de fusta sobre arcs de diafragma.